# Bruno Apitz
Bruno Apitz (Lipcse, 1900. április 28. – Kelet-Berlin, 1979. április 7.) német író, politikus és forgatókönyvíró.

## Élete
Egy lipcsei mosónő 12. gyermekeként született. 14 éves koráig járt iskolába, utána nyomdász lett. Az első világháború alatt a Németország Kommunista Pártjának vezetőjét, Karl Liebknechtet támogatta. 17 évesen sztrájkoló gyári munkások előtt mondott beszédet, ezért 29 hónapot börtönben töltött. A két világháború közt részt vett kommunista szerveződésekben és elkezdett írni. 1937 és 1945 között a buchenwaldi koncentrációs táborban raboskodott, itt született meg leghíresebb műve, a Farkasok közt védtelen (Nackt unter Wölfen) ötlete is. (Ebből a műből később Frank Beyer rendezett filmet.) Szabadulása után tovább politizált és írt, szülővárosa díszpolgára lett, 1979-ben hunyt el.

## Magyarul
- Farkasok közt, védtelen; bev. Gerd Neglik, ford. Kristó Nagy István; Magvető, Bp., 1960 (Világkönyvtár)
- A szivárvány. Regény; ford. Ódor László; Európa, Bp., 1982